# Elmar Gassner
Elmar Gassner (* 13. März 1936 in Frauenfeld; † 27. Juli 1975 ebenda) war ein Schweizer Radrennfahrer und nationaler Meister im Radsport.

## Sportliche Laufbahn
Gassner begann 1952 mit dem Radsport, er fuhr am Anfang seiner Laufbahn Strassenrennen. Als Junior gewann er die Vier-Kantone-Rundfahrt 1953 und die Zürichsee-Rundfahrt 1954. 1955 qualifizierte er sich für die A-Klasse der Amateure und wurde beim Sieg von Albert Meier Dritter der nationalen Meisterschaft im Sprint. 1956 wurde er ebenfalls Dritter und bestritt seine erste UCI-Bahn-Weltmeisterschaft. 1957 gewann er dann den nationalen Titel im Sprint, auch im Omnium wurde er Meister der Schweiz. 1957 gewann er die Internationale Omnium-Meisterschaft von Berlin auf der Radrennbahn der Werner-Seelenbinder-Halle mit Eugen Walliser als Partner. Im Herbst 1957 wurde er Unabhängiger. Im folgenden Jahr erhielt er einen Vertrag als Berufsfahrer im Radsportteam Mondia-Ignis.